# Something for Everybody (альбом Devo)
| Оценки критиков                | Оценки критиков |
| Источник                       | Оценка          |
| ------------------------------ | --------------- |
| Allmusic                       | [ 1 ]           |
| The Independent (Энди Джилл)   | [ 2 ]           |
| The Independent (Саймон Прайс) | [ 3 ]           |
| The Times                      | [ 4 ]           |
| Rolling Stone                  | [ 5 ]           |
| Pitchfork Media                | [ 6 ]           |

Something for Everybody (в пер. с англ. «Что-то для всех») — девятый студийный альбом американской группы Devo. После своего релиза 15 июня 2010 года, Something for Everybody стал первой полноценной студийной работой коллектива со времён Smooth Noodle Map, который был выпущен в 1990 году.
На обложке альбома изображена женщина, названная членами коллектива «Sexy Candy Dome Girl» (в пер. с англ. «Секси-девочка с леденцом-колпаком»). Это русская фотомодель и музыкант индастриал-группы Discrete Encounter Наташа Романова.

## Об альбоме

### Анонс и релиз пластинки
Хотя предпосылки к созданию нового альбома Devo возникли ещё в 1996 после их воссоединения, попытки записать полноформатную пластинку были безуспешными . В конце 1990-х и начале 2000-х годов музыканты выпускали студийный материал, однако он использовался в основном для саундтреков и рекламных роликов. Также группа активно гастролировала, что отодвигало запись и релиз нового материала.
Положение дел изменилось в 2007 году, когда состоялся релиз сингла «Watch Us Work It». Участники Devo решили, что они в полной мере готовы для записи альбома. Они переехали в Западный Голливуд, где в студии Mutato Muzika начали работу над диском. В ноябре 2007 члены группы объявили, что уже готово 17 демо-треков, запись которых проходила при участии Snoop Dogg, Сантиголд и Fatboy Slim.
В марте 2009 года стало известно, что запись пластинки в стадии завершения. Помимо этого участники Devo обнародовали названия треков и сообщили, что на последующих концертных выступлениях будут использованы новые костюмы и атрибутика. 10 апреля 2009 на Vimeo состоялась премьера видеоклипа «Don’t Shoot (I’m a Man)».
Некоторыми фанатами было высказано предположение, что названием нового альбома станет Fresh, но этот факт был опровергнут. В интервью, опубликованном в журнале Rolling Stone в июне 2009, музыканты заявили, что несмотря на завершение записи альбома, его релиз состоится в 2010 году, поскольку нужно время для создания ремиксов и бонусного материала.
17 апреля 2010 года был выпущен третий сингл «Fresh». Наклейка на обложке сингла гласила, что название новой пластинки — Something for Everybody. 20 апреля часть треков появилась в iTunes; в ту же ночь Devo представили композиции «Fresh» и «Whip It» на шоу «Джимми Киммел в прямом эфире». 15 июня 2010 девятый студийный альбом Devo Something for Everybody был выпущен для продажи.

### Мнения критиков
Диск получил благоприятные отзывы от музыкальных обозревателей. Девид Джеффрис присудил альбому 3,5 звезды написав, что при своих недостатках,
Something for Everybody подходит как для давних поклонников Devo, так и для современных слушателей. Обозреватель The Independent Энди Джилл назвал пластинку «привлекательной во всех отношениях»: другой редактор The Independent Саймон Прайс также положительно охарактеризовал альбом, описав его как «весёлый» и «новаторский».
Менее положительно Something for Everybody был воспринят порталом Pitchfork Media. По мнению редакции, диск «не вписывается в наше время».

## Списки композиций
В зависимости от типа издания, Something for Everybody имеет разный трек-лист.
| Стандартное издание Все песни написаны участниками группы Devo. 1. «Fresh» — 3:02 2. «What We Do» — 3:19 3. «Please Baby Please» — 2:43 4. «Don’t Shoot (I’m a Man)» — 3:28 5. «Mind Games» — 2:32 6. «Human Rocket» — 3:25 7. «Sumthin'» — 2:48 8. «Step Up» — 3:03 9. «Cameo» — 2:52 10. «Later Is Now» — 3:55 11. «No Place Like Home» — 3:21 12. «March On» — 3:53 | Альтернативная версия 1. «Watch Us Work It» 2. «Fresh» 3. «Sumthin» 4. «Don’t Shoot (I’m A Man)» 5. «Step Up» 6. «Signal Ready» 7. «What We Do» 8. «Please Baby Please» 9. «Let’s Get To It» 10. «Mind Games» 11. «Later Is Now» 12. «Human Rocket» | Делюкс-издание 1. «Fresh» 2. «What We Do» 3. «Please Baby Please» 4. «Don’t Shoot (I’m a Man)» 5. «Mind Games» 6. «Human Rocket» 7. «Sumthin'» 8. «Step Up» 9. «Cameo» 10. «Later Is Now» 11. «No Place Like Home» 12. «March On» 13. «Watch Us Work It» 14. «Signal Ready» 15. «Let’s Get To It» 16. «Knock Boots» |

Something Else for Everybody
Цифровое издание с демо-версиями песен альбома, выпущенное 23 июля 2013
1. «Monsterman» — 2:08
2. «On the Inside» — 2:27
3. «Should-A Said Yes» — 3:40
4. «Think Fast» — 3:16
5. «Raise Your Hands» — 2:47
6. «Message of Hope» — 2:56
7. «Big Dog» — 3:05
8. «Can U Juggle?» — 2:48
9. «Throw Money at the Problem» — 3:13
10. «I Luv Ur Gun» — 2:49
11. «Don’t Shoot (I’m a Man)» [Polysics Remix] — 3:43

## Участники записи
- Боб Касейл — гитара, клавишные, бэк-вокал, микширование, звукорежиссёр
- Джеральд Касейл — вокал, бас-гитара, бас-синтезатор
- Боб Мазерсбо — вокал, гитара
- Марк Мазерсбо — вокал, синтезатор, гитара
- Джош Фриз — ударные, перкуссия
- Джефф Фридл — ударные
- Джон Хилл, Джон Кинг, Грег Кёрстин, Марк Нишита, Сантиголд — продюсирование
- Донни Филипс — дизайн

## Позиции в чартах
| Чарт (2010)                                   | Высшая позиция |
| --------------------------------------------- | -------------- |
| Greek Albums (IFPI)                           | 35             |
| UK Albums Chart (The Official Charts Company) | 164            |
| Alternative Albums                            | 5              |
| Top Modern Rock/Top Rock Albums               | 8              |
| Top Digital Albums                            | 12             |
| Billboard 200                                 | 30             |

## Дополнительные факты
- Композиция «Human Rocket» была использована в трейлере фильма «Пол: Секретный материальчик».